# Alberto Jiménez de Lucio
Alberto Jiménez de Lucio (Lima, 30 de marzo de 1925-Greenwich, Connecticut, 17 de mayo de 1981) fue un contralmirante de la Marina de Guerra del Perú.

## Biografía
Alberto nació el 30 de marzo de 1925 en la ciudad de Lima.
En 1942 se graduó en la Escuela Naval del Perú y luego estudió en la Academia Naval de los Estados Unidos en Annapolis, de donde se graduó en 1946. Asimismo estudió Ingeniería Naval y posteriormente realizó una Maestría en Administración de Negocios en el Instituto de Tecnología de Massachusetts.
En su regreso al Perú sirvió en la Marina de Guerra del Perú y fue director de Astilleros Servicios Industriales de la Marina (SIMA).

### Ministro de Industria
En abril de 1971, fue nombrado Ministro de Industria, Comercio y Turismo del Perú por el presidente Juan Velasco Alvarado. Como tal, fue el responsable de establecer la política de desarrollo industrial de Perú, supervisar su aplicación y la asignación de recursos. También estuvo involucrado directamente en el desarrollo de programas de integración industrial entre los países del Pacto Andino. Fue elegido Presidente de la Segunda Conferencia General de la Organización de las Naciones Unidas para el Desarrollo Industrial.

### Actividades posteriores
Desde 1976 a 1981 se desempeñó como Director Ejecutivo Adjunto del Centro de las Naciones Unidas sobre Empresas Transnacionales. Del mismo modo formó parte de comisiones económicas de Naciones Unidas.
En mayo de 1981, murió como consecuencia de un ataque al corazón en el Greenwich Hospital en la ciudad de Greenwich (Connecticut).